# 鐘路5街駅
鐘路5街駅（チョンノオガえき）は、大韓民国ソウル特別市鐘路区鐘路5街にある、ソウル交通公社1号線の駅。駅番号は(129)。

## 駅構造

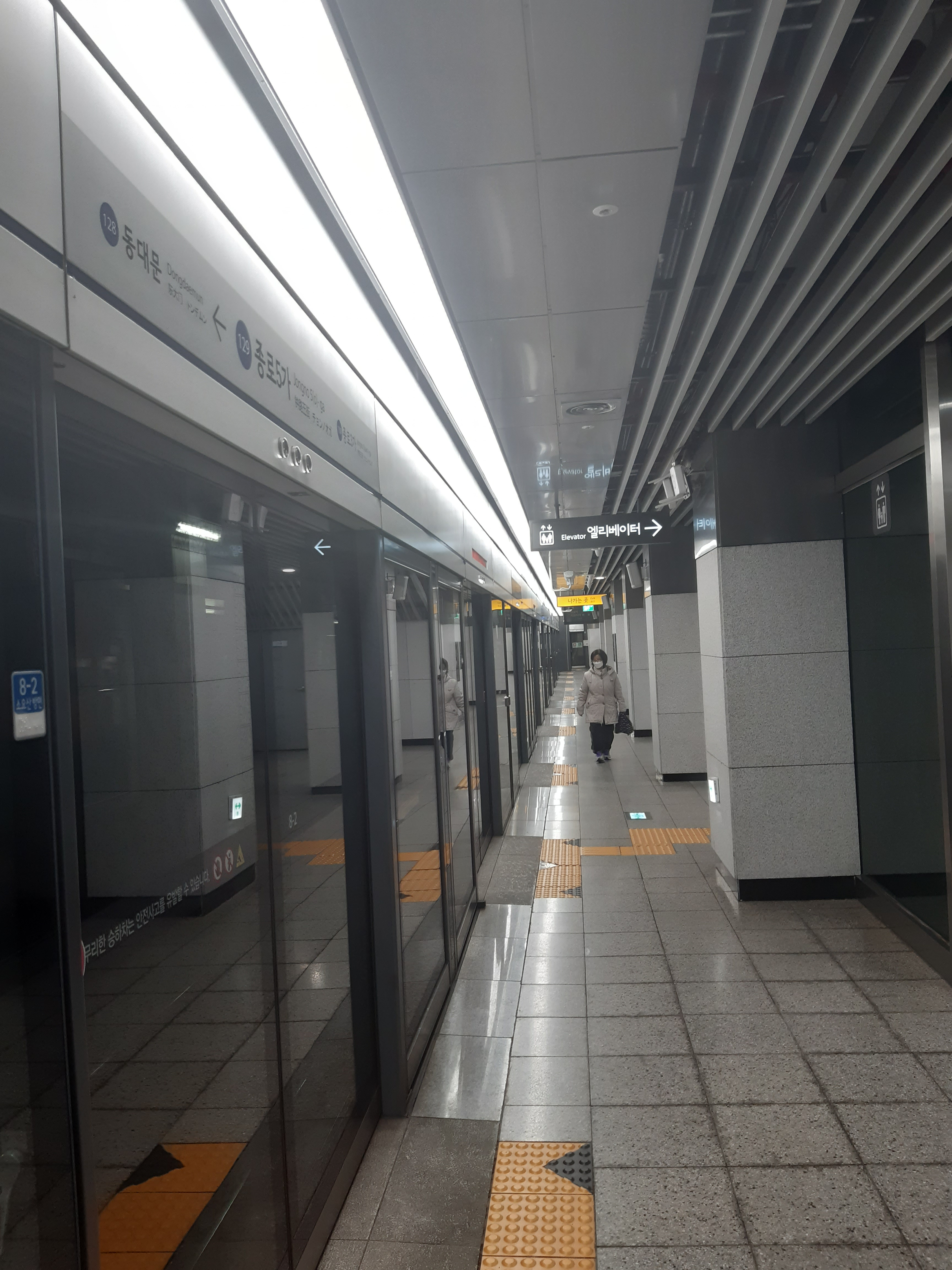
ホーム

当駅は鐘路の真下を東西に延びる地下駅である。　
ホームは地下2階にあり、相対式ホーム2面2線を有する。　
改札階は地下1階であり、改札口は東側と西側の2ヶ所ある。東側の改札口は上下ホーム別々に設置されている。改札階東側では地下商店街と繋がっている。
化粧室は改札外に1か所ある。出口は8番まである。　

### のりば
のりばの番号は存在しない。　
| ホーム | 路線  | 行先                                         |
| ------ | ----- | -------------------------------------------- |
| 上り   | 1号線 | 清凉里・倉洞・議政府・東豆川・逍遥山方面     |
| 下り   | 1号線 | ソウル駅・九老・仁川・西東灘・天安・新昌方面 |

## 利用状況
近年の一日平均利用人員推移は下記のとおり。なお、2000年は開業日の8月7日から12月31日までの147日間の平均である。
| 路線  | 路線     | 2000年 | 2001年 | 2002年 | 2003年 | 2004年 | 2005年 | 2006年 | 2007年 | 2008年 | 2009年 | 出典  |
| ----- | -------- | ------ | ------ | ------ | ------ | ------ | ------ | ------ | ------ | ------ | ------ | ----- |
| 1号線 | 乗車人員 | 25,962 | 26,963 | 27,259 | 27,020 | 27,753 | 26,796 | 27,218 | 27,031 | 26,229 | 26,126 | [ 1 ] |
| 1号線 | 降車人員 | 27,221 | 28,221 | 27,784 | 27,587 | 28,097 | 27,008 | 27,244 | 26,981 | 26,409 | 26,516 | [ 1 ] |
| 1号線 | 乗降人員 | 53,184 | 55,184 | 55,043 | 54,607 | 55,851 | 53,804 | 54,462 | 54,011 | 52,638 | 52,643 | [ 1 ] |
| 路線  | 路線     | 2010年 | 2011年 | 2012年 | 2013年 | 2014年 | 2015年 |        |        |        |        | [ 1 ] |
| 1号線 | 乗車人員 | 25,718 | 26,412 | 26,585 | 27,303 | 28,036 | 27,414 |        |        |        |        | [ 1 ] |
| 1号線 | 降車人員 | 26,260 | 27,012 | 26,897 | 27,487 | 28,284 | 27,581 |        |        |        |        | [ 1 ] |
| 1号線 | 乗降人員 | 51,978 | 53,424 | 53,482 | 54,790 | 56,320 | 54,995 |        |        |        |        | [ 1 ] |

## 駅周辺
- 広蔵市場
- 鐘路5,6街洞住民センター
- 鐘路5街郵便局
- 宗廟
- 中部教育庁
- 清渓川
- 清渓5街（馬慶橋）
- 平和市場
- ソウル恵化警察署
- 考悌初等学校
- 訓練院公園
- 薬局街

## 歴史
- 1974年8月15日 - ソウル特別市地下鉄公社1号線（当時）の駅として開業。
- 2005年1月1日 - ソウル特別市地下鉄公社がソウルメトロに改称。

## 隣の駅
ソウル交通公社
 1号線　
東大門駅 (128) - 鐘路5街駅 (129) - 鐘路3街駅 (130)　